# Zoltán Zelk
Dans le nom hongrois Zelk Zoltán, le nom de famille précède le prénom, mais cet article utilise l’ordre habituel en français Zoltán Zelk, où le prénom précède le nom.
Zoltán Zelk, né le 18 décembre 1906 à Érmihályfalva (aujourd’hui Valea lui Mihai en Roumanie) et mort le 23 avril 1981 à Budapest, est un poète hongrois.

## Publications
- Alszik a szél: gyerekversek es mesék - Budapest - Szépirodalmi Könyvkiadó - 1982
- Zelk Zoltan művei - Budapest - Szépirodalmi Könyvkiadó - ?
- Este a kútban: versek: 1925-1963 - Budapest - Szépirodalmi Könyvkiadó - 1981
- Tuzből mentett hegedű: uj versek - Budapest - Szépirodalmi Könyvkiadó - 1963
- Meszelt égbolt - Budapest - Szépirodalmi Könyvkiadó - 1976
- A három nyúl - Zelk Zoltan e Reich Havoly - Budapest - Móra Ferenc - 1983
- Főhajtas a túlvilágra - Budapest - ?
- Nappali menedékhely: prózai írások, 1927-1955 - Budapest - Szépirodalmi Könyvkiadó - 1984
- Keréknyomok az égen: versek: 1963-1981 - Budapest - Szépirodalmi Könyvkiadó - 1982
- Reménytelen győzelem - Budapest - Szépirodalmi Könyvkiadó - 1979

## Prix littéraires
- Prix Kossuth (1949, 1954)
- Prix József Attila (1951, 1974)